# GKK Etzenricht

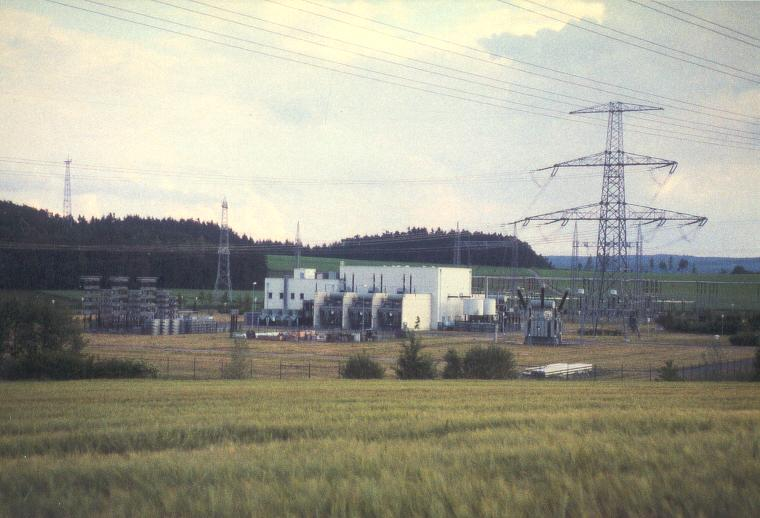
GKK Etzenricht

GKK Etzenricht (Gleichstrom-Kurz-Kupplung Etzenricht, Stejnosměrná zkratová spojka Etzenricht) byla krátká HVDC spojka provozovaná v letech 1993 až 1995 v Bavorsku v prostoru rozvodny u obce Etzenricht. Jejím účelem bylo propojení  německé a české elektrické sítě.
Rozvodna Etzenricht byla uvedena do provozu v roce 1970, následně byla rozšířena a je součástí Východobavorského okruhu 380/220 kV. Od roku 1992 byla rozvodna napojena na českou vysokonapěťovou síť dvouokruhovou třífázovou přípojkou 380 kV. Vzhledem k tomu, že česká elektrizační soustava byla synchronizována se západoevropskou až v roce 1995, byla v prostoru rozvodny zřízena vysokonapěťová stejnosměrná zkratka – GKK, kterou postavil a uvedl do provozu v roce 1993 Siemens. GKK Etzenricht dosáhla mezi německou a českou elektrickou sítí kapacity až 600 MW při napětí 160 kV.
Po porovnání německé a české elektrické sítě v roce 1995 bylo rozhodnuto, že GKK Etzenricht je již zbytečná. V roce 1997 až 2009 byla GKK Etzenricht úplně rozebrána.